# 比拉利翁加德尔坎普
比拉利翁加德尔坎普，是西班牙加泰罗尼亚塔拉戈纳省的一个市镇。总面积9平方公里，总人口1245人（2001年），人口密度138人/平方公里。